# Ноаска
Ноа̀ска (на италиански и на пиемонтски: Noasca; на окситански: Novaska, Новаска) е село и община в Метрополен град Торино, регион Пиемонт, Северна Италия. Разположено е на 1065 m надморска височина. Към 1 януари 2020 г. населението на общината е 110 души, от които 2 са чужди граждани.